# Vlădeni (Dâmbovița)
Vlădeni é uma comuna romena localizada no distrito de Dâmboviţa, na região de Muntênia. A comuna possui uma área de 17.44 km² e sua população era de 3204 habitantes segundo o censo de 2007.